# Psammorygma
Psammorygma là một chi nhện trong họ mierenjagers (Zodariidae).

## Các loài
Các loài trong chi này gồm:
- Psammorygma aculeatum (Karsch, 1878)
- Psammorygma caligatum Jocqué, 1991 *
- Psammorygma rutilans (Simon, 1887)